# Lori Lively
Lori Lynn Lively (9 de noviembre de 1966) es una actriz, presentadora, diseñadora, y entrenadora de actuación estadounidense.

## Primeros años
Lively nació en una familia de actores. Su madre, padrastro y hermanos, son o han sido parte de la industria del entretenimiento. Es la hija de la cazatalentos Elaine Lively (nacida McAlpin) y su primer esposo, Ronnie Lively (Ronald Otis Lively). Sus hermanos son Jason y Robyn. Sus medio-hermanos son Blake, y Eric.

## Filmografía
| Año  | Título                        | Papel                | Notas                            |
| ---- | ----------------------------- | -------------------- | -------------------------------- |
| 1986 | New Alfred Hitchcock Presents | Mujer                | Episodio: "The Jar"              |
| 1986 | Night of the Creeps           | Lori (no acreditado) |                                  |
| 1990 | Falcon Crest                  | Mujer                | Episodio: "Time Bomb"            |
| 1991 | Dead Space                    | Jill                 |                                  |
| 1992 | Timescape                     | Kleph                |                                  |
| 1995 | Sisters                       | Penelope             | Episodio: "Renaissance Woman"    |
| 1998 | Sandman                       | Kim Doll             |                                  |
| 1998 | Free Enterprise               | Leila                |                                  |
| 1998 | Star Trek: Deep Space Nine    | Siana                | Episodio: "Shadows and Symbols"  |
| 1998 | Melrose Place                 | Maryanne             | Episodio: "Suddenly Sperm"       |
| 2001 | The Ghost'                    | Doris                |                                  |
| 2003 | ER                            | Helen                | Episodio: "Dear Abby"            |
| 2004 | Two and a Half Men            | Kathy                | Episodio: "Sarah Like Puny Alan" |
| 2004 | Complete Savages              | Mujer #2             | Episodio: "Savage XXX-mas"       |
| 2005 | Cold Case                     | Nancy                | Episodio: "Start-Up"             |
| 2006 | Love, Inc.                    | Carla                | Episodio: "Grace Under Fire"     |
| 2006 | Simon Says                    | Lonnie               |                                  |
| 2009 | El Mentalista                 | Molly                | Episodio: "The Mentalist"        |
| 2009 | The Unit                      | Madre Tom            | Episodio: "The Last Nazi"        |
| 2010 | 'Til Death                    | Carol                | Episodio: "Dog Fight"            |
| 2010 | I Kissed a Vampire            | Dr. Lori Light       |                                  |
| 2010 | The Defenders                 | Greta                | Episodio: "Nevada v. Carter"     |

| Año  | Título         | Papel          |
| ---- | -------------- | -------------- |
| 1993 | Return to Zork | Árbol cantante |